# Anillo G

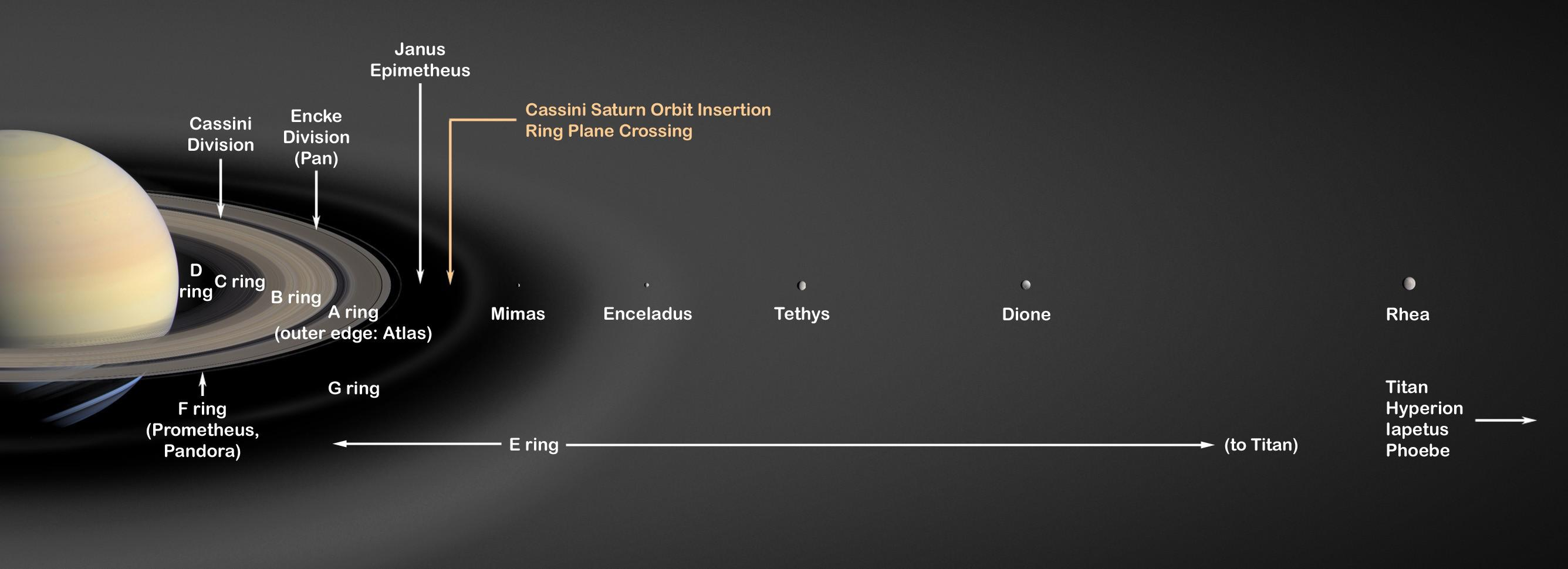
Anillos de Saturno

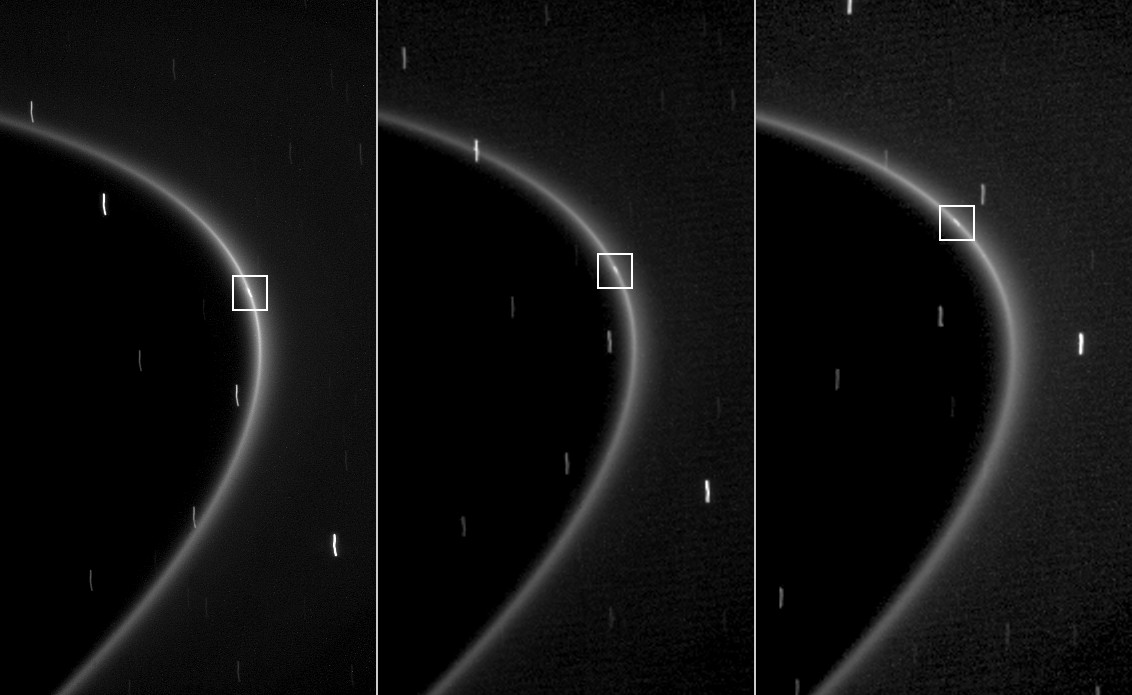
Tres imágenes del brillante arco del Anillo G con Egeón dentro de él, a lo largo del transcurso de diez minutos.

El anillo G es un anillo muy delgado y tenue que se extiende desde 165.800 km a 173.800 km del centro de Saturno. Se ubica a mitad de camino entre el anillo F y el comienzo del anillo E, con su borde interior a unos 15 000 km dentro de la órbita de Mimas. Contiene un solo arco claramente más brillante cerca de su borde interior (similar a los arcos en los anillos de Neptuno) que se extiende alrededor de un sexto de su circunferencia, centrado en la pequeña luna de medio kilómetro de diámetro, Egeón, que se mantiene en su lugar por una resonancia orbital 7:6 con Mimas. Se cree que el arco está compuesto de partículas heladas de hasta unos pocos metros de diámetro, y el resto del anillo G consiste en polvo liberado dentro del arco. El ancho radial del arco es de unos 250 km, en comparación con el ancho de 8.000 km del anillo G en su conjunto. Se cree que el arco contiene materia equivalente a una pequeña luna helada de unos cien metros de diámetro. El polvo liberado de Egeón y otros cuerpos fuente dentro del arco por impactos de micrometeoritos se desplaza hacia afuera del arco debido a la interacción con la magnetósfera de Saturno (cuyo plasma corota con el campo magnético de Saturno, que gira mucho más rápido que el movimiento orbital del Anillo G). Estas diminutas partículas son erosionadas de manera constante por impactos posteriores y dispersadas por el arrastre de plasma. A lo largo de miles de años, el anillo pierde masa gradualmente, que se repone con más impactos en Egeón.